# Trema angustifolia
Trema angustifolia är en hampväxtart som först beskrevs av Jules Émile Planchon, och fick sitt nu gällande namn av Carl Ludwig von Blume. Trema angustifolia ingår i släktet Trema och familjen hampväxter. Inga underarter finns listade i Catalogue of Life.